# Copaifera utilissima
Copaifera utilissima är en ärtväxtart som beskrevs av José de Saldanha da Gama. Copaifera utilissima ingår i släktet Copaifera, och familjen ärtväxter. Inga underarter finns listade i Catalogue of Life.